# اشارات بدن (فیلم ۱۹۹۲)
اشارات بدن (انگلیسی: Body Language) فیلمی در ژانر مهیج است که در سال ۱۹۹۲ منتشر شد. از بازیگران آن می‌توان به هتر لوکلیر و لیندا پورل اشاره کرد.